# Włoska Partia Liberalna (1997)
Włoska Partia Liberalna (wł. Partito Liberale Italiano, PLI) – włoska liberalna partia polityczna, powołana w 1997. Do 2004 działała pod nazwą Partia Liberalna (wł. Partito Liberale).

## Historia
Historyczna Włoska Partia Liberalna funkcjonowała przez pięćdziesiąt lat do 1994. Ugrupowanie zostało rozwiązane po serii afer korupcyjnych (tzw. Tangentopoli), a wielu jej polityków przystąpiło do Forza Italia Silvia Berlusconiego. W lipcu 1997 grupa wywodzących się z PLI działaczy utworzyła Partię Liberalną, której sekretarzem został Stefano De Luca. W grudniu 2004 z jego inicjatywy zawiązano ponownie Włoską Partię Liberalną, co polegało na przekształceniu dotychczasowego ugrupowania. W gronie działaczy znaleźli się m.in. Renato Altissimo (minister w kilku rządach i były lider liberałów) oraz Carlo Scognamiglio (były przewodniczący Senatu).
W wyborach parlamentarnych w 2006 PLI startowała w ramach centroprawicowego bloku Dom Wolności. Wystawiła swoje listy w 5 okręgach do Izby Deputowanych i 6 do Senatu, nie przekraczając w żadnych z nich 0,3% głosów. Stefano De Luca miał według wstępnych ustaleń otrzymać mandatowe miejsce na liście Forza Italia, do czego jednak nie doszło.
W przedterminowych wyborach dwa lata później PLI startowała samodzielnie, uzyskując po około 0,3% głosów w skali kraju do obu izb. Mandat senatora z listy Ludu Wolności zdobył jeden z założycieli partii, Luigi Compagna, który jednak zrezygnował z aktywności w PLI.
W 2009 do ugrupowania przyłączyła się niewielka grupa działaczy Liberalnych Reformatorów. Partię zasilił także Paolo Guzzanti, były socjalista i jednocześnie poseł PdL.